# Ящеры (род)
Ящеры (лат. Manis) — род млекопитающих из отряда панголинов (Pholidota). Систематика рода не устоялась, в него включают от 3 до 8 современных и один вымерший вид.
Название рода происходит от малайского pengguling («сворачивающийся в шар»). 
Распространены в тропических районах Азии и, в зависимости от объёма рода, Африки.

## Свойства и описание

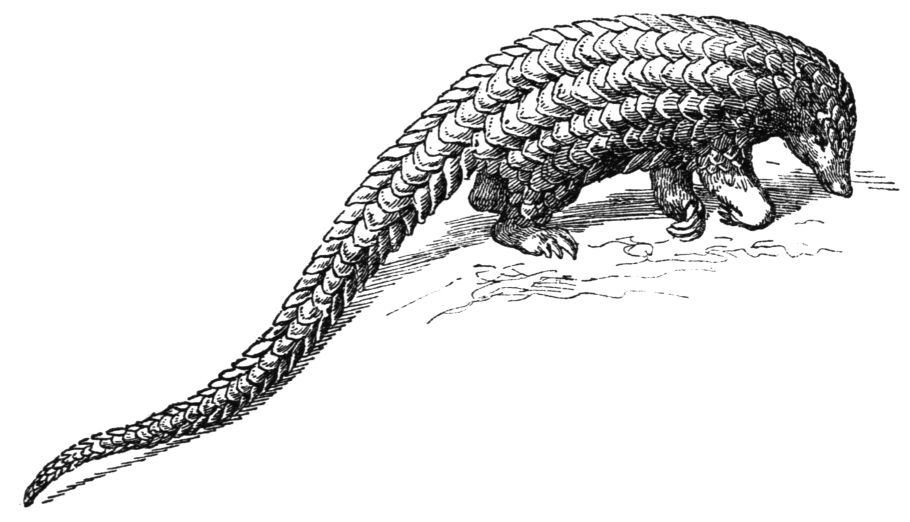
Рисунок панголина

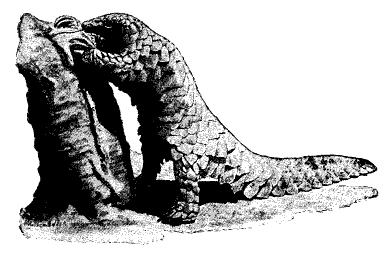
Рисунок саванного панголина

Представители рода покрыты крупными роговыми ромбическими чешуйками, налегающими черепицеобразно друг на друга; лишь морда, брюхо, низ тела и внутренняя поверхность ног покрыты короткой жёсткой шерстью. Чешуи подвижные, их задний край заострён. По мере стирания они заменяются новыми; их количество остаётся постоянным. Чешуи имеют защитное значение, возникли вторично и не имеют прямой связи с роговым покровом рептилий.
Азиатские панголины отличаются наличием хорошо развитых ушных раковин (за что их ещё называют «ушастыми»). Первое анатомическое исследование рода было выполнено Фрэнсисом Банге в 1935 году.

## Классификация
Систематики до конца не определились, сколько современных родов в семействе: от одного до трёх, поэтому в состав рода Manis включают от 8 до 3 современных видов. В максимальном объёме в род включают следующие таксоны:
- Подрод Manis Linnaeus, 1758 — Азиатские ящеры[4], или азиатские панголины[3]
  - Manis crassicaudata É. Geoffroy, 1803 — Индийский ящер, или индийский панголин
  - Manis pentadactyla Linnaeus, 1758 — Китайский ящер, или китайский панголин
- Подрод Paramanis Pocock, 1924
  - Manis culionensis de Elera, 1915
  - Manis javanica Desmarest, 1822 — Яванский ящер, или индокитайский ящер, или яванский панголин
- Подрод Smutsia Gray, 1865 — Южноафриканские ящеры[4], или южноафриканские панголины[3]
  - Manis gigantea Illiger, 1815 — Гигантский ящер, или гигантский панголин
  - Manis temminckii Smuts, 1832 — Степной ящер, или саванный панголин
- Подрод Uromanis Pocock, 1924
  - Manis tetradactyla Linnaeus, 1766 — Длиннохвостый ящер, или четырёхпалый ящер, или четырёхпалый панголин
- Подрод Phataginus Rafinesque, 1821 — Центральноафриканские панголины[3]
  - Manis tricuspis Rafinesque, 1821 — Белобрюхий ящер, или белобрюхий панголин

### Палеонтология
Известен как минимум один ископаемый вид:
- † Manis paleojavanica[англ.]